# The Lilac Time
The Lilac Time (с англ. — «Время Сирени») — английская альт-рок/фолк-рок-группа, изначально сформированная в Херефордшире Стивеном Даффи, его братом Ником Даффи и их другом Майклом Уэстоном в 1986 году. Название группы было взято из песни «River Man» Ника Дрейка.
The Lilac Time претерпела несколько изменений в составе, но братья Даффи оставались основными участниками. Деятельность группы переплеталась с сольной и авторской карьерой Стивена Даффи.

## История
Братья Даффи и Майкл Уэстон записали музыку, которая впервые была выпущена на Swordfish Records в 1987 году и позже стала одноимённым дебютным альбомом группы. Майкл Гири и Фрейзер Кент присоединились, когда группа отправилась в тур. Группа подписала контракт с Fontana, который переиздал первый альбом группы в ремиксованной форме в 1988 году. Группа продолжила выпускать альбомы Paradise Circus в 1989 году и & Love for All в 1990 году, последний из которых спродюсировали Энди Партридж и Джон Леки.
Fontana Records расторгли контракт с группой, после чего она на короткое время подписала контракт с Creation Records, где менеджером группы впоследствии стал глава лейбла Алан Макги. Единственным релизом группы на Creation был Astronauts, выпущенный в 1990 году. Двоюродная сестра Даффи, известная сессионная музыкантша Кара Тивей, внесла свой вклад в альбом, записав партии органа и фортепиано.
Позже группа воссоединилась с Клэр Уорролл и Мелвином Даффи (не родственниками братьев) и записала Looking For A Day In The Night с продюсером Стивеном Стритом для SpinART Records в 1999 году. Затем они выпустили Lilac6 на Cooking Vinyl в 2001 году, а затем Keep Going в 2003 году под названием «Stephen Duffy and the Lilac Time» на Folk Modern.
Runout Groove был выпущен 22 октября 2007 года на Bogus Frontage. Группа играла на фестивале Green Man 2007 года и в Queen Elizabeth Hall в составе шести человек. Концерт группы на фестивале Green Man служит фоном для фильма «Memory & Desire — 30 Years in the Wilderness With Stephen Duffy & The Lilac Time». Документальный фильм снимался в течение шести лет Дугласом Эрроусмитом и включал новые и старые кадры The Lilac Time. Фильм сопровождается одноименным альбомом на Universal Records, в который вошли песни за тридцать лет. Концерт в Queen Elizabeth Hall будет выпущен в виде живой записи.
Несмотря на ретроспективы карьеры, их творчество в 2010-х годах еще не закончено, в том числе десятый альбом Return to Us, более социально-политически ориентированный сборник, выпущенный в 2019 году. Четыре года спустя Dance Till All the Stars Come Down в фолк- и кантри-оттенках продолжил работу в том же духе, без традиционных барабанов и баса.

## Дискография
Смотри статью «Дискография The Lilac Time» в англ. разделе.
- The Lilac Time (1987)
- Paradise Circus (1989)
- & Love for All (1990)
- Astronauts (1991)
- Looking for a Day in the Night (1999)
- lilac6 (2001)
- Keep Going (2003, as Stephen Duffy & The Lilac Time)
- Runout Groove (2007, as Stephen Duffy & The Lilac Time)
- Sapphire Stylus (2009, as Nick Duffy & The Lilac Time)
- No Sad Songs (2015)
- Return to Us (2019)
- Dance Till All the Stars Come Down (2023)